# Herzzentrum Bonn
Das Herzzentrum Bonn ist ein Zusammenschluss mehrerer Kliniken, Institute und Abteilungen des Universitätsklinikum Bonn. Betreut werden erwachsene Patienten mit Herz- und Gefäßerkrankungen. Dabei stehen alle operativen bzw. interventionellen, intensivmedizinischen und medikamentösen Verfahren einer Universitätsklinik zur Verfügung.
Das Herzzentrum Bonn gehört mit 7 Stationen, 2 Intensivstationen, 3 Operationssälen, 6 Herzkatheterlaboren inkl. einem Hybrid-OP zu den großen Herzzentren Deutschlands.
Folgende Kliniken, Institute und Abteilungen sind am Herzzentrum Bonn beteiligt:
- Medizinische Klinik und Poliklinik II (Innere Medizin – Kardiologie, Pneumologie und Angiologie)
- Klinik und Poliklinik für Herzchirurgie
- Klinik und Poliklinik für Anästhesiologie und Operative Intensivmedizin
- Klinik und Poliklinik für Neurologie
- Klinik und Poliklinik für Nuklearmedizin
- Institut für Physiologie I
- Institut für Physiologie II
- Radiologische Klinik

Das Herzzentrum Bonn arbeitet eng mit der Abteilung für Kinderkardiologie und der Kinderherzchirurgie am Eltern-Kind-Zentrum (ELKI) der Universitätsklinikum Bonn zusammen, um eine bestmögliche Versorgung von Erwachsenen mit angeborenem Herzfehler (EMAH) zu gewährleisten.
Geleitet wird das Herzzentrum von Georg Nickenig (Kardiologie) und Farhad Bakhtiary (Herzchirurgie).

## Geschichte
Im Juni 2016 gab die damalige Wissenschaftsministerin des Landes NRW, Svenja Schulze, bekannt, dass das Land NRW im Rahmen des neuen Medizinischen Modernisierungsprogramms (MedMoP) bis 2020 rund 343 Millionen Euro für Bau- und Sanierungsprojekte am Uniklinik-Standort Bonn zur Verfügung stellt. Von diesem Betrag entfallen 122 Millionen Euro (Baukosten: 95.000.000 Euro, Ersteinrichtungskosten: 27.000.000 Euro) auf das neue Herzzentrum auf dem Gelände des Universitätsklinikums Bonn auf dem Venusberg. In dem neuen Gebäude sollen nach Fertigstellung die unterschiedlichen operativen Disziplinen sowie die verschiedenen Medizinischen Kliniken zentralisiert werden. Bisher sind die Funktionen auf mehrere Gebäude verteilt.
Den Auftrag zum Bau des Herzzentrums erhielt das deutsche Architektur- und Planungsbüro HDR.